# Anjali Devi
Anjali Devi (tam: அஞ்சலிதேவி, tel: అంజలీదేవి, właśc. Anjani Kumari; ur. 24 sierpnia 1927 w Peddapuram, zm. 13 stycznia 2014 w Ćennaj) – indyjska aktorka filmowa, modelka i producentka. Występowała głównie w językach telugu i tamilskim. W trwającej pięć dekad karierze zagrała w ponad 350 filmach. Zmarła na zawał serca 13 stycznia 2014 roku.

## Wybrana filmografia
- 1948: Balaraju
- 1953: Pakka Inti Ammayi jako Leela Devi
- 1960: The Creation of Woman jako Tancerka
- 1977: Sati Savitri
- 1993: Anna Vadina